# Traité de Malmö (1803)
Pour les articles homonymes, voir Traité de Malmö.
Le traité de Malmö (en allemand : Malmöer Pfandvertrag) est le traité signé à Malmö, le 26 juin 1803, par lequel le royaume de Suède cède au duché de Mecklembourg-Schwerin la ville et la seigneurie de Wismar.
Le traité fut négocié et signé :
- Pour le roi de Suède, par Jean Christophe de Toll ;
- Pour le duc de Mecklembourg-Schwerin, par Auguste de Lützow et Conrad Guillaume Brüning.

Le traité est ratifié le 19 juillet par le roi de Suède, Gustave IV Adolphe, et le 26 juillet par le duc de Mecklembourg-Schwerin, Frédéric-François Ier.